# Lizzie Borden
Vous lisez un « bon article » labellisé en 2019.
Pour les articles homonymes, voir Lizzie Borden et Borden.
Lizzie Andrew Borden est une Américaine née le 19 juillet 1860 et morte le 1er juin 1927. Protagoniste de l'un des faits divers les plus célèbres aux États-Unis, elle est accusée d'avoir tué son père et sa belle-mère à la hache, le 4 août 1892, à Fall River.
Ayant essayé d'acheter du poison la veille du double meurtre et fourni des témoignages contradictoires juste après les faits, elle est arrêtée et jugée. Ses avocats la présentent comme une femme de bonne famille et bien éduquée, qui ne peut pas être coupable d'un acte aussi violent. Les éléments à son encontre sont rejetés par le juge, ce qui laisse peu de marge de manœuvre aux avocats de l'accusation. Après une heure de délibérations, le jury la prononce non coupable. Aucun autre suspect crédible n'est identifié, bien que des rumeurs circulent sur la sœur de Lizzie, Emma Borden, sur son oncle, John Morse, et sur la bonne, Bridget Sullivan.
Le motif du meurtre n'est jamais confirmé : si la thèse la plus souvent retenue est celle de l'héritage d'un demi-million de dollars, d'autres explications supposent un trouble psychiatrique chez Lizzie, une vengeance après des années d'inceste.
Après la mort de leur père et de leur belle-mère, Lizzie et Emma héritent de la fortune familiale et achètent ensemble une maison où elles mènent une vie de luxe. Ostracisées par la communauté de Fall River, elles sortent peu, bien que Lizzie prenne l'habitude d'organiser de grandes fêtes chez elle pour les troupes de théâtre passant en ville. Après une de ces fêtes, Emma quitte leur maison pour une raison à ce jour inconnue et n'adresse plus jamais la parole à sa sœur. À leur mort, la bonne Bridget Sullivan hérite de tous leurs biens ; comme les sœurs Borden, elle refuse jusqu'à sa mort de raconter les événements du 4 août 1892.
Le double meurtre, le procès qui suit et leur couverture médiatique, qui est amplifiée par l'essor de la presse écrite, deviennent un sujet d'étude en criminologie et font de Lizzie Borden une icône du folklore américain. Une chanson enfantine populaire, Lizzie Borden Took an Ax, est composée au sujet de l'affaire. Dans les années 1950, elle devient une icône du féminisme en raison du verdict obtenu grâce aux clichés sexistes de l'époque victorienne, qui présentent la femme comme faible par nature. À partir de cette époque, les théories populaires ne cherchent plus tant à l'innocenter qu'à justifier le double meurtre.

## Biographie

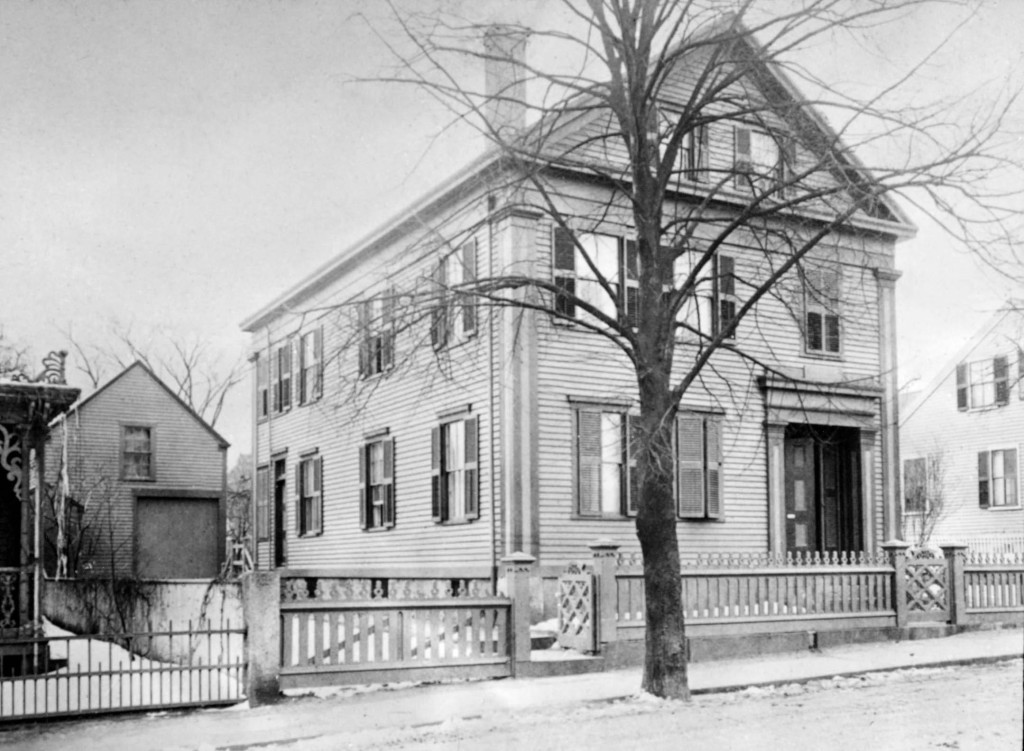
La maison des Borden à Fall River en 1892.

### Jeunesse
Lizzie Borden est la deuxième fille d'un homme d'affaires aisé, Andrew Jackson Borden, né en 1822, et de Sarah Borden, d'un an sa cadette. Andrew se remarie en 1865, trois ans après le décès de sa première femme, avec Abby Durfee Gray, née en 1828. Bien que sa fortune soit estimée à plus d'un demi-million de dollars de l'époque, ce qui équivaut en 2019 à quelque dix millions d'euros, Andrew refuse catégoriquement de s'installer dans un quartier huppé de la ville, restant dans le quartier ouvrier pour limiter ses dépenses. Les Borden vivent également avec une bonne irlandaise, Bridget Sullivan, née en 1869.
Dans sa jeunesse, Lizzie participe à de nombreuses actions caritatives, elle est généralement très appréciée des habitants de Fall River, ce qui est remarquable pour une femme encore célibataire à l'âge de 32 ans. Ses amies la qualifient de douce et serviable et affirment qu'elle n'a jamais été impolie ou méchante. Elle anime l'école du dimanche de sa paroisse, est affiliée à la Woman's Christian Temperance Union. Comme sa sœur aînée, Emma, âgée d'une dizaine d'années de plus qu'elle, elle s'entend mal avec son père et sa belle-mère, connus dans les environs pour être avares et antipathiques. Alors qu'Emma reste généralement calme et réservée malgré les tensions, Lizzie se dispute régulièrement avec eux, en particulier parce que leur contrôle financier très strict l'empêche de participer à des activités mondaines avec ses amies.
Après la mort de la première femme d'Andrew, la mère de Lizzie et Emma, l'atmosphère du foyer Borden se refroidit considérablement. Les repas sont rarement pris en commun et les sœurs s'éloignent de leur père après sa décision de rédiger un testament qui les priverait de certains biens. En 1887, Andrew offre une maison à la sœur d'Abby, ce que Lizzie et Emma considèrent comme du  favoritisme. Une maison doit revenir à des parents d'Abby, et un frère de la première femme d'Andrew, John Morse, est en visite la semaine du double meurtre pour faciliter la cession d'un terrain où se trouve une maison très appréciée des deux sœurs.

### Double meurtre
Quelques jours avant le meurtre, les parents Borden et leur bonne Bridget tombent très malades. Abby est persuadée qu'on cherche à les empoisonner et rend visite au docteur Bowen, le médecin de famille. Le docteur diagnostique une intoxication alimentaire due à des aliments douteux servis au dîner la veille.
Le 3 août, la veille du meurtre, Lizzie essaie d'acheter du cyanure d'hydrogène à un pharmacien, sans succès. Le soir même, elle dit à une de ses amies, Alice Russell, qu'elle se sent déprimée : « comme si quelque chose était sur mes épaules et que je ne pouvais pas m'en débarrasser, et ça vient de temps en temps, où que je sois ».

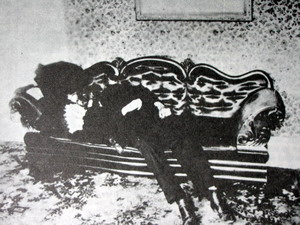
Le corps d'Andrew Borden.

Le matin du 4 août 1892, Andrew Borden prend le petit déjeuner avec sa femme et John Morse, le frère de sa première femme, puis il quitte la maison vers 9 h pour conduire ses affaires, laissant à la maison Abby, Lizzie et Bridget ; Emma, elle, est en visite chez des amis,, et Morse quitte le domicile dans la matinée. Lizzie demande à Bridget de nettoyer les fenêtres au rez-de-chaussée : la bonne dit s'être exécutée puis être partie se reposer au troisième étage.
Andrew rentre au domicile vers 10 h 45 et s'allonge sur le canapé pour faire une sieste. Lizzie affirme être entrée dans la pièce une demi-heure plus tard environ et avoir découvert son père mort, le crâne brisé par onze coups d'un instrument coupant. Il s'avère plus tard que l'arme du crime est une hache, qui lui a fendu le crâne en deux, lui arrachant l'œil gauche ; sa tête n'est plus reconnaissable. Bridget témoigne qu'elle était en train de dormir au troisième étage quand, peu après 11 h, Lizzie l'a appelée du bas des escaliers en disant que quelqu'un avait tué son père.

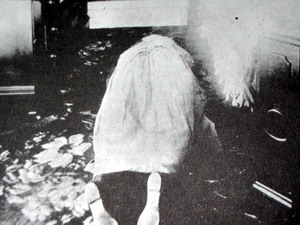
Le corps d'Abby Borden.

Les voisins et le médecin de famille arrivent rapidement sur place pour s'occuper de Lizzie. Pendant ce temps, Bridget monte les escaliers et trouve le cadavre d'Abby, encore plus mutilé que celui de son mari. Abby a été tuée du premier coup, mais l'assassin a continué à la frapper de dix-huit coups de hache supplémentaires dans le dos. L'enquête montre que sa mort a précédé celle d'Andrew d'environ une heure. En fin de journée, des témoins voient Bridget sortir de la maison avec un sac.
Une hache correspondant aux coups est retrouvée dans le sous-sol de la maison des Borden. Il manque une partie de son manche en bois, et les policiers supposent qu'il s'agit de la partie tachée de sang qui aurait été coupée.
La police suspecte immédiatement Lizzie, mais ne l'arrête pas tout de suite. Les seuls témoignages sont ceux de Lizzie et de Bridget, ce qui rend l'enquête très malaisée. Lizzie fournit plusieurs témoignages contradictoires sur ses activités pendant la matinée du double meurtre. Elle affirme d'abord avoir été dans la grange pour y chercher du fer et fabriquer des hameçons, puis dit avoir mangé des poires au même endroit. La température le jour du meurtre étant très élevée, les policiers estiment qu'il est très improbable que quelqu'un puisse s'être rendu dans la grange par une si forte  chaleur. De plus, Lizzie raconte que sa belle-mère a été appelée par un messager le matin des meurtres, mais aucun autre témoin n'en fait mention. L'incohérence des affirmations de Lizzie peut être expliquée par le fait que le docteur Bowen lui a donné de la morphine pour l'aider à se calmer. Chaque porte de la maison est fermée à double tour, ce qui rend presque impossible l'intrusion d'une personne extérieure au ménage. L'absence de suspects crédibles encourage la spéculation. Plusieurs suspects sont proposés : un locataire d'une des maisons dont Andrew est propriétaire, un fermier portugais ancien employé des Borden, un homme mal habillé vu dans la rue le matin des meurtres avec un paquet mal emballé dans la main. Les sœurs Borden proposent une récompense de 5 000 dollars en échange de toute information, mais aucune piste crédible ne se dégage.
Le 6 août, le jour de l'enterrement des deux victimes, le maire de Fall River qualifie Lizzie de suspecte. Plus de 1 500 personnes assistent à l'enterrement, dont une majorité de curieux. Le mari de la sœur d'Andrew, Hiram Harrington, est interviewé le même jour et raconte une conversation récente avec Lizzie : pour lui, le seul mobile possible est celui de l'héritage d'un demi-million de dollars ; il souligne que Lizzie n'a montré aucune émotion pendant leur conversation, mais ne s'en étonne pas particulièrement, disant qu'elle n'est jamais émotive ; au cours de leur discussion, il trouve suspect le fait que Lizzie ait insisté sur les petits témoignages d'amour qu'elle a donnés à son père à son retour à la maison le matin du crime ; il ne s'agit pourtant pas du genre de relation qu'elle aurait eue habituellement avec son père, d'après Harrington.
Le lendemain, Lizzie brûle une robe qui lui appartient. Elle affirme avoir taché la robe avec de la peinture. Pendant le procès, les avocats de la partie civile émettent l'hypothèse que sa robe a été tachée de sang et qu'elle a voulu s'en débarrasser.

### Procès

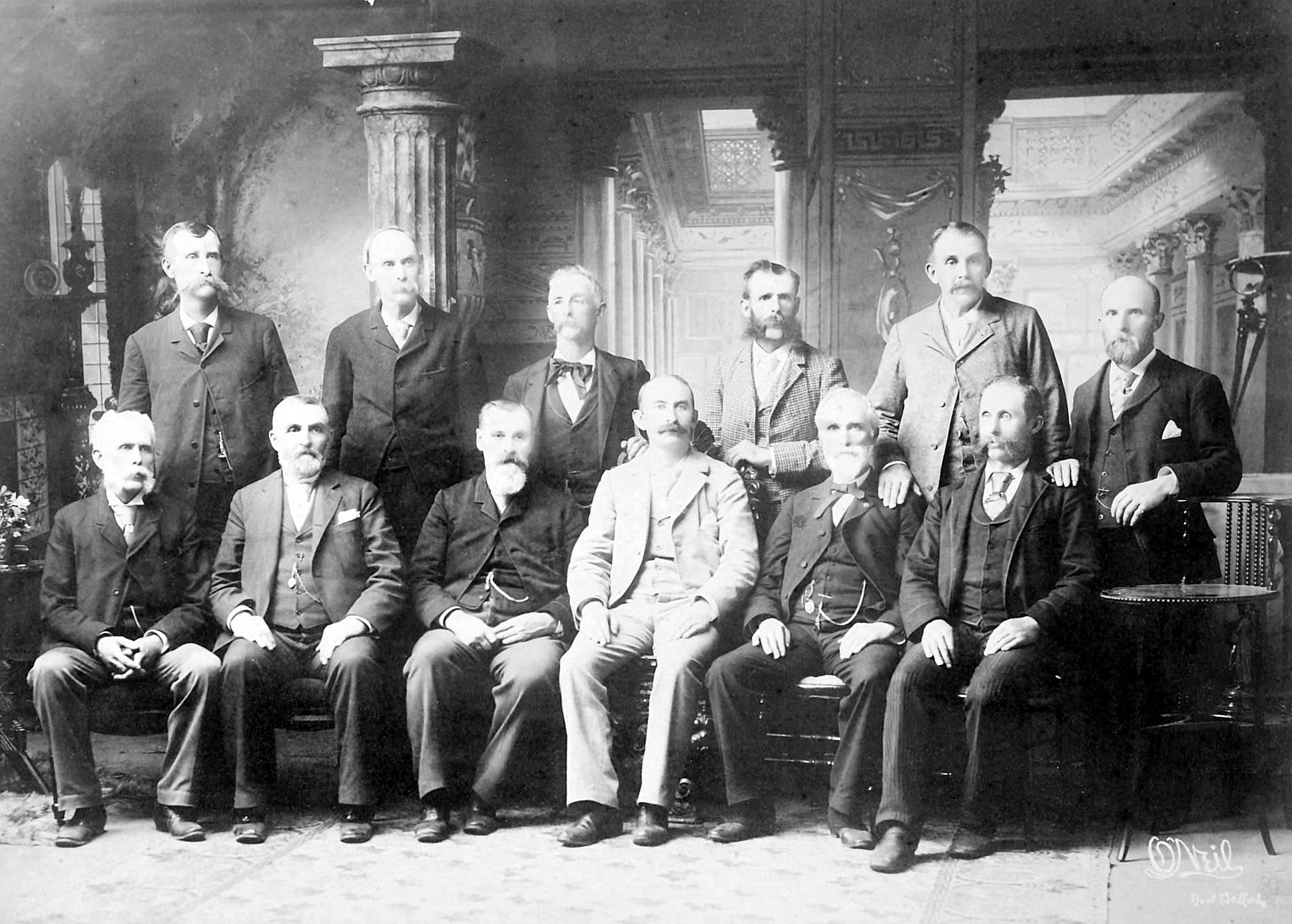
Les douze jurés du procès de Lizzie Borden.

Le 11 août 1892, Lizzie est arrêtée ; le lendemain, elle plaide non coupable du double meurtre. Un grand jury se penche sur l'affaire du 7 novembre au 2 décembre. En juin 1893, le procès se déroule à New Bedford. Un des avocats de la partie civile est William Moody. Les avocats de Lizzie Borden sont Andrew Jennings, Melvin Adams et George Robinson.
Le juge chargé de l'affaire, estimant que Lizzie n'a pas reçu d'accompagnement légal suffisant avant de fournir son premier témoignage, qui contient de nombreuses contradictions, le déclare non recevable. Il refuse aussi de prendre en compte le témoignage du pharmacien, affirmant que l'achat d'un produit toxique ne constitue pas une intention d'empoisonner une personne. Ces deux décisions sont très critiquées, puisqu'elles suppriment les deux principaux arguments de l'accusation. Réduit à s'appuyer sur des impressions, un avocat de la partie civile décrit les meurtres comme « non pas relevant d'une force masculine, mais de la main d'une personne qui n'était forte que par haine et désir de tuer ».
Emma est appelée à témoigner. Elle fournit un témoignage qui soutient Lizzie, sans l'innocenter clairement ni fournir plus d'informations sur le déroulement des faits, mais son manque de conviction est très remarqué. Elle n'a également pas réagi comme on aurait pu l'attendre le jour des meurtres ; les deux sœurs ont dormi dans la maison familiale sans s'en plaindre, alors même que les corps de leur père et de leur belle-mère étaient allongés dans la cuisine.
Le 20 juin 1893, après une heure de délibérations, le jury prononce Lizzie non coupable.
Le procès reçoit une importante couverture médiatique au niveau national. Des journaux en dehors du Massachusetts et des associations féministes présentent Lizzie comme la victime innocente de policiers incompétents, citant régulièrement son investissement au sein de son église locale comme preuve qu'elle n'a pas pu commettre de crime haineux. La popularité de l'affaire est multipliée par la démocratisation contemporaine de l'information de masse dans les journaux.

### Après le procès
Après le procès, bien qu'acquittée, Lizzie est ostracisée par les habitants de Fall River. Ayant hérité de la moitié de la fortune de son père après son acquittement, elle achète la villa Maplecroft dans un quartier huppé sur les hauteurs de Fall River et s'y installe avec Emma. Dans les années qui suivent, elle se fait appeler Lisbeth Andrew Borden plutôt que Lizzie, utilisant donc le nom de son père dans la vie quotidienne, et vit de plus en plus fastueusement.
En 1897, sa réputation se ternit encore plus quand elle est accusée de vol à l'étalage.
En 1904, Lizzie rencontre Nance O'Neil à Boston. O'Neil est mariée et toujours endettée, tandis que Borden, toujours célibataire, a beaucoup d'argent mis de côté et n'hésite pas à le dépenser. Une rumeur voulant qu'O'Neil soit lesbienne,, les deux femmes étant devenues très proches jusqu'en 1906, il est possible qu'elles aient eu une relation intime.
En 1905, Emma part abruptement de Maplecroft et les deux sœurs ne s'adressent plus la parole. La raison de son départ n'est jamais expliquée, mais deux hypothèses émergent : celle d'une potentielle relation intime de Lizzie avec Nance O'Neil, qui aurait choqué sa sœur profondément religieuse, et celle selon laquelle Emma aurait découvert plus d'informations sur le meurtre.
En 1926, Lizzie tombe gravement malade et se fait retirer la vésicule biliaire. Un an plus tard, elle meurt d'une pneumonie à l'âge de 66 ans. Il n'y a pas d'annonce officielle des funérailles, et peu de personnes assistent à l'enterrement. Elle est inhumée sous le nom de Lisbeth Andrew Borden dans le cimetière d'Oak Grove. Elle lègue 30 000 dollars à la Ligue de protection des animaux de Fall River, 500 dollars à un fonds chargé de l'entretien de la tombe de son père, et le reste de sa fortune à son ancienne domestique, Bridget Sullivan.

## Analyses

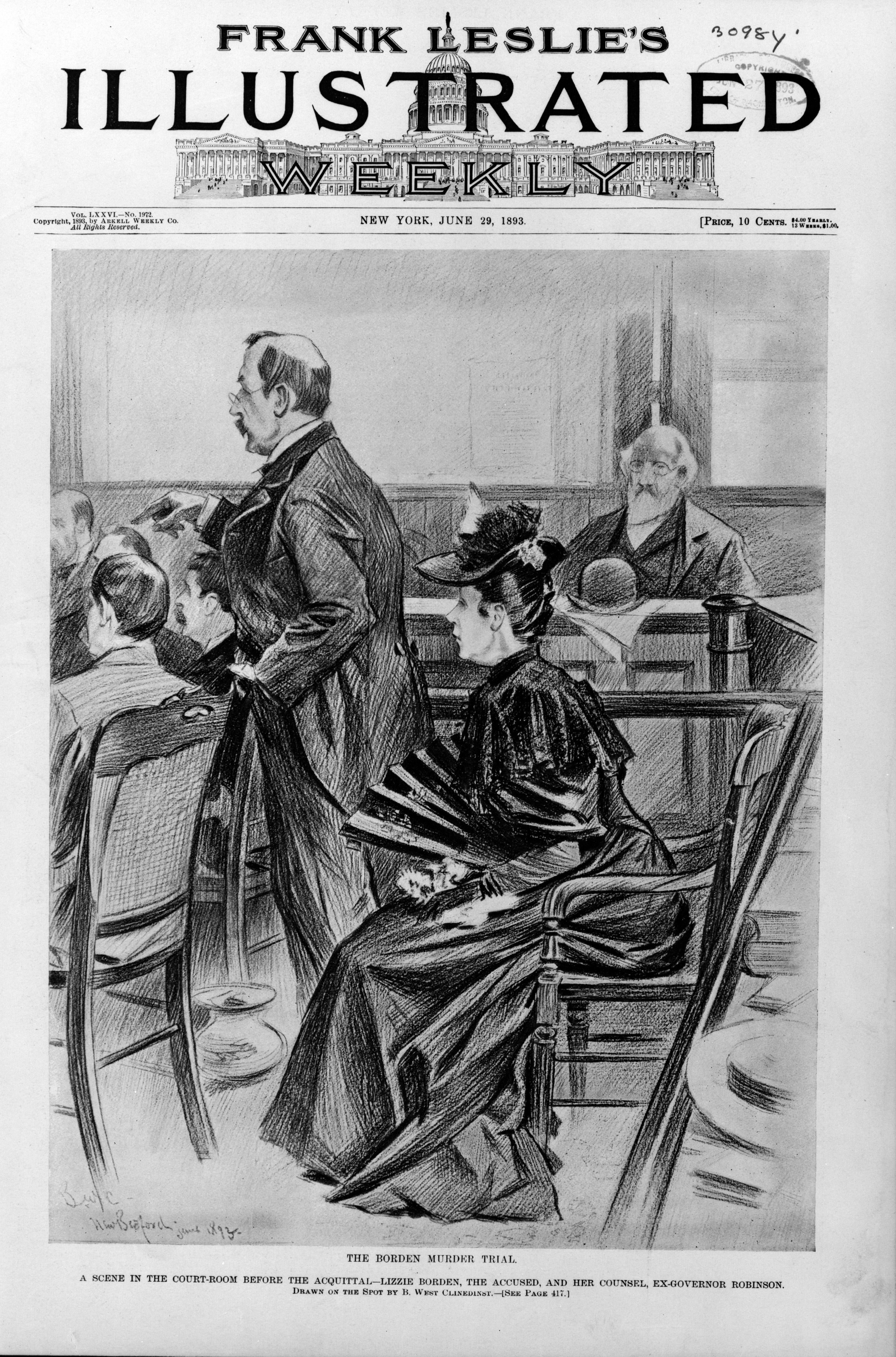
Le procès de Lizzie Borden en une du Frank Leslie's Illustrated Newspaper, dessiné par Benjamin West Clinedinst.

### Recherche d'un mobile

#### Jalousie au sujet de l'héritage
L'héritage d'Andrew est un sujet sensible dans la famille Borden. Selon l'hypothèse la plus récurrente à l'époque de son procès, Lizzie en a voulu à son père de briser l'héritage en donnant des biens à des parents éloignés. Il s'agit de la théorie la plus plausible pour de nombreux historiens, laquelle expliquerait l'éventuelle complicité d'Emma, l'héritage étant partagé de façon égale entre les deux sœurs Borden.

#### Inceste
La recherche sur l'inceste a fait d'importantes avancées au cours de la deuxième moitié du XXe siècle. En 1992, le magazine American Heritage émet l'hypothèse que les sœurs Borden aient été victimes d'inceste. En effet, l'indisponibilité sexuelle de la mère et le sentiment chez le père que tout lui est dû, ou la survenue pour lui d'une perte récente, sont des facteurs récurrents d'inceste. Les enfants de quatre à neuf ans sont particulièrement vulnérables dans ces cas, et les incidences d'inceste augmentent si les relations extra-maritales sont fortement découragées.
Au sein de la famille Borden, tous ces facteurs sont présents pendant l'enfance d'Emma, puis celle de Lizzie. Une fille Borden, Alice, meurt d'une hydrocéphalie un peu avant ses deux ans. Deux ans plus tard, Lizzie naît ; encore deux ans plus tard, sa mère, Sarah, meurt. Pendant ces quatre ans, Sarah est gravement malade d'une « congestion utérine », un terme vague pour désigner une maladie non identifiée. Entre sa maladie, la mort d'un enfant et la naissance d'un autre, il est probable qu'elle a été moins disponible sexuellement pour son mari. Malgré la présence de prostituées à Fall River, il est peu probable qu'une personne avec le caractère d'Andrew ait choisi cette solution. Après la mort de sa femme, Andrew fait d'Emma, âgée de treize ans, la maîtresse de maison. Il interdit à leur famille éloignée de leur rendre visite, isolant les Borden, un schéma là encore commun chez les victimes d'inceste. Dans ce scénario, il est probable qu'Andrew a d'abord commis l'inceste sur Emma, puis sur Lizzie quelques années plus tard.
Cette transition aurait également coïncidé avec l'arrivée d'Abby, la belle-mère, au sein de la famille. Plusieurs détails corroborent l'hypothèse : les sœurs Borden refusent de l'appeler « maman », ce qui est compréhensible pour Emma mais moins pour Lizzie, âgée de quatre ans à son arrivée dans le foyer. Abby, bien que jeune et en bonne santé, ne tombe jamais enceinte, ce qui pourrait suggérer un mariage relativement chaste. Lizzie et Emma, bien que riches et plutôt jolies, n'ont jamais de relation amoureuse confirmée. Des témoignages présentent Lizzie comme extrêmement proche de son père et lui vouant une dévotion sans limites.
Dans ce scénario, Abby est tuée parce que complice de l'inceste. L'indifférence apparente d'Emma durant toute l'affaire peut être expliquée par le fait qu'elle soit l'ancienne victime de son père.

#### Autres hypothèses évoquées
Une théorie propose que Lizzie ait tué son père et sa belle-mère parce qu’ils lui auraient découvert une liaison lesbienne. Cette théorie du lesbianisme s'appuie sur sa supposée relation, dix ans plus tard, avec Nance O'Neil. L’hypothèse la plus commune dans ce scénario est une relation avec Bridget, la bonne, ce qui expliquerait que celle-ci ait témoigné en sa faveur pendant le procès.
Une autre théorie est celle du « petit mal », des crises d'épilepsie cataméniale qui s'exprime sous la forme d'une dissociation pendant ses règles,. Les sautes d'humeur de Lizzie sont remarquées par ses proches, et il est possible qu'elle ait eu une affection psychiatrique comme un trouble dissociatif de l'identité.

### Recherche d'un coupable
Une théorie veut que Bridget Sullivan se soit rebellée contre ses employeurs après avoir reçu l'ordre de nettoyer les vitres quelques jours à peine après s'être remise d'une grave intoxication alimentaire et en pleine canicule,. Mourante, en 1948, elle aurait dit à sa sœur qu’elle a modifié son témoignage afin de protéger Lizzie : dans ce cas, elle ne serait que complice du crime.
Certaines analyses suggèrent qu'Emma serait la véritable tueuse. Le témoignage contradictoire de Lizzie serait donc expliqué par le fait qu'elle a menti pour protéger sa sœur.
John Morse, le frère de la première femme d'Andrew, est parfois cité comme suspect,. Le principal tenant de la thèse à l'époque est George Fish, l'époux d'une sœur d'Abby. Il croit que Lizzie est complice et qu'ensemble, Morse et elle ont embauché un assassin. Le reste de la famille conteste immédiatement cette idée.
Le docteur Bowen est également soupçonné à l'époque. Le médecin semble, d'après certains policiers, mal s'entendre avec les Borden. Deux témoins mentionnent le docteur : Hiram Harrington, le mari de la sœur d'Andrew, dit l'avoir vu brûler un papier avec le nom d'« Emma » peut-être écrit dessus, une autre personne dit que son caractère « est pour le moins suspicieux ». Une lettre anonyme reçue par la police dit que le jour du crime, Bowen et un jeune homme inconnu ont conduit à toute vitesse, « l'air complètement fou ». La lettre demande si le médecin a un alibi et si une enquête a été menée sur lui.
Une personne suggère que David Anthony, un habitant du village qui voulait épouser Lizzie, aurait assassiné les Borden après leur refus,,.
Un dernier suspect est un paysan portugais à qui Andrew Borden a refusé de payer l'intégralité de son salaire et qui est passé plus tôt dans la semaine pour exiger qu'il le paie. Cette piste est prise au sérieux pendant quelques mois, car les détectives de l'époque pensent qu'Abby a été tuée par un homme de grande taille.
Arnold Brown émet l'idée qu'Andrew Borden ait eu un fils illégitime nommé Billy ou William et qu'il a assassiné Andrew et Abby avec la complicité de Lizzie,. Aucun élément ne soutient cette théorie.

## Postérité

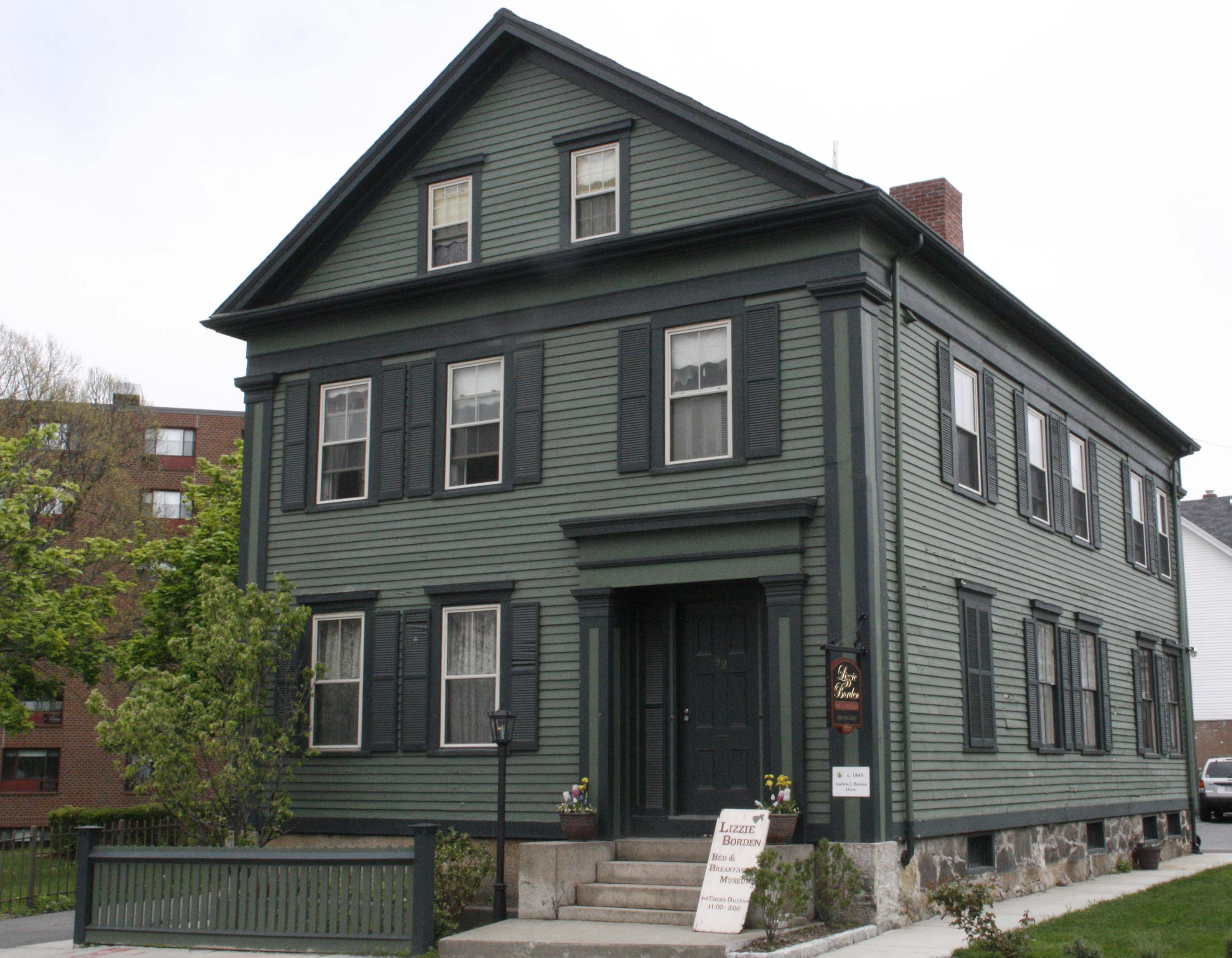
La maison des Borden reconvertie en chambre d'hôtes, ici en 2008.

### Lieux remarquables
La maison de Second Street où ont eu lieu les meurtres est aujourd’hui transformée en chambre d'hôtes. Elle est ouverte quotidiennement au public.
La résidence Maplecroft est mise en vente fin 2017 et rapidement achetée par les propriétaires de la maison de Second Street, qui annoncent vouloir la convertir en chambre d'hôtes avec visites guidées.

### Œuvres musicales
L’affaire donne naissance à une chanson enfantine populaire : 
| Lizzie Borden took an ax And gave her mother forty whacks. And when she saw what she had done She gave her father forty-one. | Lizzie Borden prit une hache, Et en donna quarante coups à sa mère. Et quand elle vit ce qu'elle avait fait, Elle en donna quarante-et-un à son père. |

Alice Cooper en reprend les deux premiers vers dans la chanson Inmates (We're all Crazy) sur son album de 1978 From the Inside.
Deux ballets sont écrits sur l'histoire de Lizzie Borden. Le premier, composé par Morton Gould et appelé Fall River Legend, est joué pour la première fois le 22 avril 1948 par le Ballet Theatre au Metropolitan Opera à New York, avec Alicia Alonso dans le rôle-titre et Agnes de Mille en tant que choréographe. En octobre 2006, Lizzie, une reprise plus sombre de Fall River Legend, est présentée par le ballet de Nashville avec une choréographie de Paul Vasterling.
En 1965, Jack Beeson compose l'opéra Lizzie Borden. En 1976, Thomas Albert compose un autre opéra, Lizbeth.
En 1985, le groupe Flotsam and Jetsam inclut la chanson She Took an Axe dans son premier album.
En 2011, le groupe Macabre sort l'album Grim Scary Tales, où chaque chanson raconte une affaire macabre de l'histoire des États-Unis. La chanson Lizzie Borden reprend cette histoire.
En 2017, une comédie musicale britannique au casting entièrement féminin, LIZZIE, est en représentation au théâtre de Greenwich à Londres.
Plusieurs groupes de musique s'inspirent d'elles pour leur nom, dont les groupes Lizzie Borden and the Axes, The Liz Borden Band's et, tout simplement, Lizzy Borden.

### Œuvres de fiction
En 1955, un épisode de la série Alfred Hitchcock présente, The Older Sister, présente une version alternative du double meurtre. Vingt ans plus tard, Elizabeth Montgomery interprète la tueuse à la hache dans le téléfilm de Paul Wendkos diffusé sur la chaîne américaine ABC, La Légende de Lizzie Borden.
Sharon Pollock (en) écrit Blood Relations au Theatre Tree, à Edmonton au Canada en 1980. La pièce se déroule en 1902, mais une scène se situe en 1892 à Fall River. Elle explore les événements amenant au procès.
En 1981, Angela Carter rédige deux nouvelles sur le thème du double meurtre. L'une s'intitule The Fall River Axe Murders, la deuxième parodie les contes pour enfants sous le nom Lizzie's Tiger. La même année, Elizabeth Engstrom (en) publie un roman intitulé Lizzie Borden en s'appuyant sur les faits connus.
En 1984, Evan Hunter publie le roman Lizzie: A Novel, dont Lizzie est le personnage principal.
En 1989, Walter Satterthwait publie Miss Lizzie, qui se déroule en 1921. En 2005, il publie la suite, The Return of Miss Lizzie, qui se déroule trois ans plus tard.
En 1997, Rick Geary crée la bande dessinée The Borden Tragedy: A Memoir of the Infamous Double Murder at Fall River, Massachusetts, 1892, où il présente le journal fictif d'un habitant de Fall River pendant les événements.
Lizzie Borden's Tempest (La Tempête de Lizzie Borden) de Brendan Byrnes est jouée au New York International Fringe Festival (en) en 1998. Pendant que Lizzie répète le rôle de Miranda dans La Tempête avec son club de théâtre, l'ouragan de Shakespeare ressuscite et réunit la famille Borden. L'idée centrale de la pièce est basée sur un programme de théâtre réel qui présentait une Miss Borden jouant le rôle de Miranda dans cette pièce de théâtre à Fall River à l'époque où Lizzie aurait pu participer à ces activités.
En 2004, Discovery Channel diffuse un documentaire intitulé Lizzie Borden took an Axe, dans lequel deux détectives utilisent les techniques modernes de la médecine légale pour soutenir l'hypothèse selon laquelle Lizzie a commis les meurtres. Toujours en 2004, la première de Lizzie Borden: The Musical, de Christopher McGovern, est jouée au Stoneham Theatre dans le Massachusetts.
Un an plus tard, Les Traqueurs de fantômes recherchent des phénomènes paranormaux dans la maison de Lizzie Borden dans l'épisode 12 de la saison 2.
Le 1er août 2014, le premier épisode de la saison 8 de la série documentaire Femmes fatales produite par la chaîne Discovery Channel, présenté comme le premier épisode de la première saison sur Netflix, est consacré à Lizzie Borden. 
La même année, le téléfilm américain Lizzie Borden a-t-elle tué ses parents ?, diffusé sur Lifetime le 25 janvier 2014, reprend l'histoire avec Christina Ricci dans le rôle principal. Succès d'audience lors de la diffusion, il donne naissance à une suite directe sur la même chaîne, qui reprend le même casting : la mini-série télévisée de huit épisodes The Lizzie Borden Chronicles est diffusée en avril 2015. Elle raconte des évènements fictifs qui auraient eu lieu après l’acquittement de Lizzie,.
En 2018, Chloë Sevigny joue le rôle-titre du film Lizzie réalisé par Craig William Macneill.
En 2022 parait le film d'horreur The inhabitant, centré sur l'histoire de la descendence de Lizzie Borden.

### Symbole féministe
Dans Blood Relations, Sharon Pollock présente le double meurtre comme une libération de Lizzie Borden, sous l'emprise de son père. D'autres œuvres de fiction, comme le roman Lizzie Borden d'Elizabeth Engstrom, suggèrent un contexte incestueux. D'autres encore présentent Lizzie comme une femme qui a cédé sous la pression exercée sur les femmes à l'ère victorienne. Les courants féministes passent donc d'une tentative d'innocenter Lizzie à une hypothèse où elle est coupable des meurtres, mais ils sont expliqués par une oppression subie dont elle doit à tout prix se délivrer : innocente ou non, elle est excusée. Son procès est également fortement teinté de sexisme, ce qui l'avantage de façon non négligeable. Lizzie est vue comme féminine, aimante et respectable, parce qu'elle est une femme éduquée et originaire d'une famille riche. Ses avocats ont pour principal argument qu'une femme de sa classe sociale ne peut pas avoir commis un crime horrible, et c'est pour cette raison qu'elle est finalement acquittée. Après les meurtres, elle change du tout au tout, s'ouvrant à la vie mondaine et participant à des grandes soirées : célibataire jusqu'à sa mort à 66 ans, elle incarne la femme libérée de l'époque.
Dans les années 1950, pour toutes ces raisons, Lizzie Borden devient une icône féministe.